# ディセンバー・ボーイズ
『ディセンバー・ボーイズ』（December Boys）は、2007年に公開されたオーストラリアの映画。原作はマイケル・ヌーナンの同名小説。ハリー・ポッターシリーズで主役を演じたダニエル・ラドクリフの出演で話題を呼んだ。

## ストーリー
1960年代のオーストラリア。アウトバックにあるカトリック教会の孤児院に4人の孤児がいた。4人とも12月生まれということもあり、12月の1ヵ月間、孤児院から離れた浜辺の家で夏を過ごすことになった。ところが養子縁組話が湧き上がったことから4人の間に亀裂が走る。

## キャスト
| 役名                     | 俳優                     | 日本語吹替   |
| ------------------------ | ------------------------ | ------------ |
| マップス                 | ダニエル・ラドクリフ     | 小野賢章     |
| スパーク                 | クリスチャン・ベイヤース | 半場友恵     |
| ミスティー               | リー・コーミー           | 小林由美子   |
| スピット                 | ジェームズ・フレイザー   |              |
| バンディー・マクアンシュ | ジャック・トンプソン     |              |
| マクアンシュ夫人         | クリス・マッケイド       |              |
| フィアレス               | サリバン・ステイプルトン |              |
| テレサ                   | ビクトリア・ヒル         | 安藤麻吹     |
| ルーシー                 | テリーサ・パーマー       | 小笠原亜里沙 |
| シェルバック漁師         | ラルフ・コトリール       |              |
| スカリー神父             | フランク・ギャラチャー   |              |

- 主役のラドクリフの都合上、『ハリー・ポッターと炎のゴブレット』と『ハリー・ポッターと不死鳥の騎士団』の間しかスケジュールが空いていなかったため、撮影は急いで行われた。スピット役のフレイザーはこの映画が初出演作である。[2][3]

## 撮影地

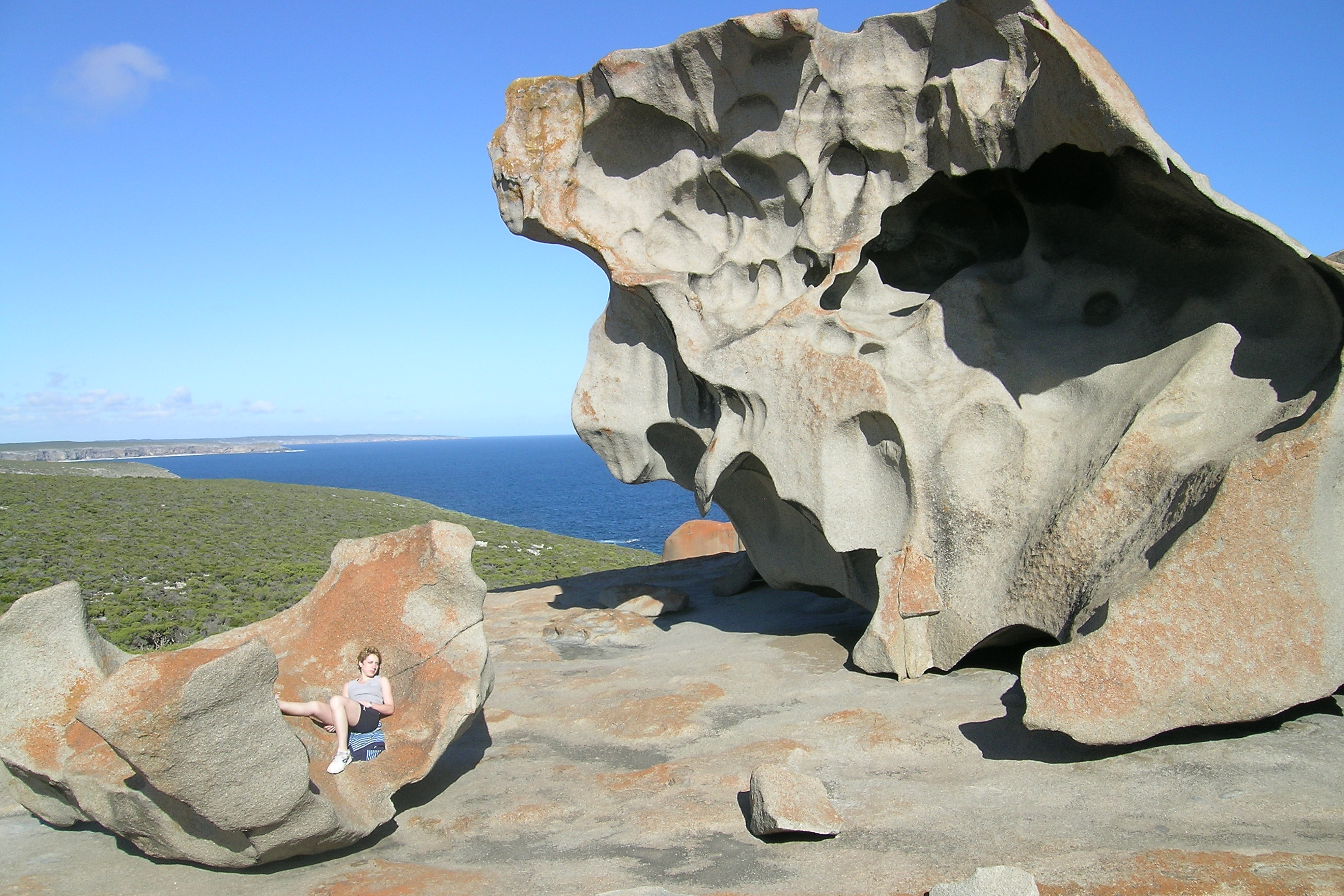
カンガルー島

撮影は主に南オーストラリア州南方にあるカンガルー島で撮影された。島はフリンダースチェイス国立公園に含まれているため、独特の景観を生かして幻想的な場面が作り上げられた。

## 原作との相違点
時代背景は原作では1930年代のオーストラリア大恐慌であるが、映画では1960年代となっている。また孤児院の子供の数も原作では5人であるが、映画では4人となっており、マップスが最年長という設定に変更されている。また映画では原作にはない子供から大人への成長を描いている。

## レイティング
未成年の喫煙シーンなどがあるため、各国でレーティングがなされている。アメリカのMPAAはPG-13、オーストラリアのOFLCはPG、日本の映倫はPG-12に指定している。

## 原作本
- 『ディセンバー・ボーイズ』マイケル・ヌーナン 著、岡田好惠 翻訳 ISBN 978-4-537-25549-2